# レッツ・ゴー! かぐや姫
『レッツ・ゴー! かぐや姫』（-かぐやひめ）は、南こうせつ、森進一郎、大島三平による第1期かぐや姫唯一のアルバムである。
A面は、デビュー曲「酔いどれかぐや姫」に阿久悠が新たな詞を追加して一代記の形にしたものである。
本作は、2020年現在「酔いどれかぐや姫」、第二期かぐや姫の初アルバム『はじめまして』に再アレンジして収録された「マキシーのために」を除いて、かぐや姫のアルバムとしては唯一CD化されていない。

## 収録曲
Side A　かぐや姫顛末記  
1. うるわしのかぐや姫
作詞：阿久悠
作曲：南こうせつ
2. 町のうわさのかぐや姫
作詞：阿久悠
作曲：南こうせつ
3. 妻という名のかぐや姫
作詞：阿久悠
作曲：南こうせつ
4. ひとり寝のかぐや姫
作詞：阿久悠
作曲：南こうせつ
5. 酔いどれかぐや姫
作詞：阿久悠
作曲：南こうせつ
6. たそがれのかぐや姫
作詞：阿久悠
作曲：根一滴
7. 天国のかぐや姫
作詞：阿久悠
作曲：鏑木創

Side B　かぐや姫リサイタル  
1. マキシーのために
作詞：喜多条忠
作曲：南こうせつ
2. 鳥と魚
作詞：一谷伸江
作曲：大柿隆
3. この海をこの山を
作詞：ともひろし
作曲：松本弘幸
4. あわれジャクソン
作詞・作曲：南こうせつ
5. 涙を忘れずに
作詞・作曲：森進一郎
6. びっこの少年
作詞・作曲：大島三平
7. 変調田原坂
作詞：中山大三郎
熊本県民謡